# Verbreitung gewalt- oder tierpornographischer Inhalte
Die Verbreitung gewalt- oder tierpornographischer Inhalte ist in Deutschland gemäß § 184a des Strafgesetzbuches (StGB) ein sexualstrafrechtliches Vergehen, welches mit Freiheitsstrafe bis zu drei Jahren oder Geldstrafe bestraft wird.

## Wortlaut
Der Wortlaut des § 184a StGB Verbreitung gewalt- oder tierpornographischer Inhalte ist:
1. verbreitet oder der Öffentlichkeit zugänglich macht oder
2. herstellt, bezieht, liefert, vorrätig hält, anbietet, bewirbt oder es unternimmt, diesen ein- oder auszuführen, um ihn im Sinne der Nummer 1 zu verwenden oder einer anderen Person eine solche Verwendung zu ermöglichen.

## Verbreitung pornographischer Inhalte
Die Verbreitung pornographischer Schriften ist gemäß § 184 ff. StGB nicht generell mit Strafe bedroht. Lediglich pornographische Inhalte mit Kindern, Jugendlichen, Tieren und Gewaltdarstellungen – die sogenannte „harte Pornographie“ – gelten ohne Ausnahme als sozialunerträglich, sind also für einen Verbreiter oder (im Fall von Jugend- und Kinderpornographie) auch für den Hersteller oder Besitzer strafbar (Verbreitungs-, Herstellungs- und Besitzverbot). Pornographische Medien werden aber durchweg, ohne Unterscheidung zwischen harter oder weicher Pornographie, als jugendgefährdend angesehen.

## Erfasste Delikte in der polizeilichen Kriminalstatistik
|      | Anzahl der Delikte nach §§ 184, 184a, 184b, 184c StGB in Deutschland (PKS 2004, 2005) |
| 2003 | 7.763                                                                                 |
| 2004 | 11.132                                                                                |
| 2005 | 12.035                                                                                |
| 2006 | 10.964                                                                                |
| 2007 | 15.953                                                                                |

In der deutschen polizeilichen Kriminalstatistik (PKS) wurden 2007 insgesamt 15.953  Delikte (§§ 184, 184a, 184b, 184c StGB) erfasst.
Anhand von Statistiken (PKS, Verurteiltenstatistik usw.) lässt sich das genaue Ausmaß der Delikte nicht ermitteln. Wegen unterschiedlicher Erfassungszeiträume/-daten und anderen Einflussfaktoren, sind diese Statistiken in Deutschland nicht vergleichbar.